# MISDN
Проект mISDN начал разрабатываться компанией Beronet при поддержке SuSE Linux как альтернатива устаревающим ISDN драйверам HiSax проекта isdn4linux в ядре Линукс. Начиная с версии ядра 2.6 драйвера HiSax больше не дорабатываются, всё внимание разработчиков уделяется mISDN. Структура mISDN более модульна, отсюда и название — m(модульный)ISDN, охватывает все чипсеты производителей карт на сегодняшний день — Winbond, AVM, хотя упор делается на чипсетах HFC.
Поддерживаются интерфейсы BRI и PRI и стек протокола ETSI DSS1 для работы в режимах TE и NT. Дополнительной особенностью является поддержка мультипортовых HFCmulti BRI карт.